# Pau Casals
Pau Casals Defilló, cuyo nombre completo era Pau Carles Salvador Casals y Defilló (Vendrell, Tarragona, 29 de diciembre de 1876 - San Juan, Puerto Rico, 22 de octubre de 1973), fue uno de los músicos españoles más destacados del siglo XX. De padre catalán y madre nacida dentro de una familia de catalanes indianos en Puerto Rico, Casals es considerado uno de los mejores violonchelistas de todos los tiempos. Es también ampliamente conocido por la versión castellana (y de bautismo) de su nombre: Pablo Casals así como por la versión catalana Pau Casals.
Una de sus composiciones más célebres es el Himno a las Naciones Unidas, conocido como el Himno de la Paz, compuesto mientras residía en Puerto Rico, y donde habían residido otros españoles renombrados internacionalmente, como Juan Ramón Jiménez y Francisco Ayala. Magnífico director de orquesta y notabilísimo compositor, Casals fue siempre un artista completísimo, de férrea disciplina y gran dedicación. 
Además de destacar como intérprete, Casals también fue reconocido por su activismo en la defensa de la paz, la democracia, la libertad y los derechos humanos, que le valieron prestigiosas condecoraciones como la Medalla de la Paz de la ONU y ser nominado al Premio Nobel de la Paz. Casals también manifestó públicamente su oposición al régimen franquista (vid. cap. V de sus memorias, dictadas originariamente en francés a Albert E. Kahn y traducidas al catalán como Joia i Tristor).
Pau Casals murió el 22 de octubre de 1973, a la edad de noventa y seis años, en San Juan (Puerto Rico), a consecuencia de un infarto. Fue enterrado en el cementerio Puerto Rico Memorial de San Juan. En esa localidad se organiza el actual Festival Casals de Puerto Rico y está ubicado el Museo Pablo Casals.
El 9 de noviembre de 1979, restablecida la democracia en España, sus restos fueron trasladados al cementerio de Vendrell, su población natal, donde actualmente descansan.
En el centro de Vendrell se ubica la Casa-Museo de Pau Casals, y en el barrio de San Salvador de la misma población, la sede de la Fundación Pau Casals, con otra casa-museo frente a un auditorio bautizado con su nombre, y con un busto realizado por el escultor Josep Maria Subirachs.

## Su obra musical como violonchelista, compositor y director

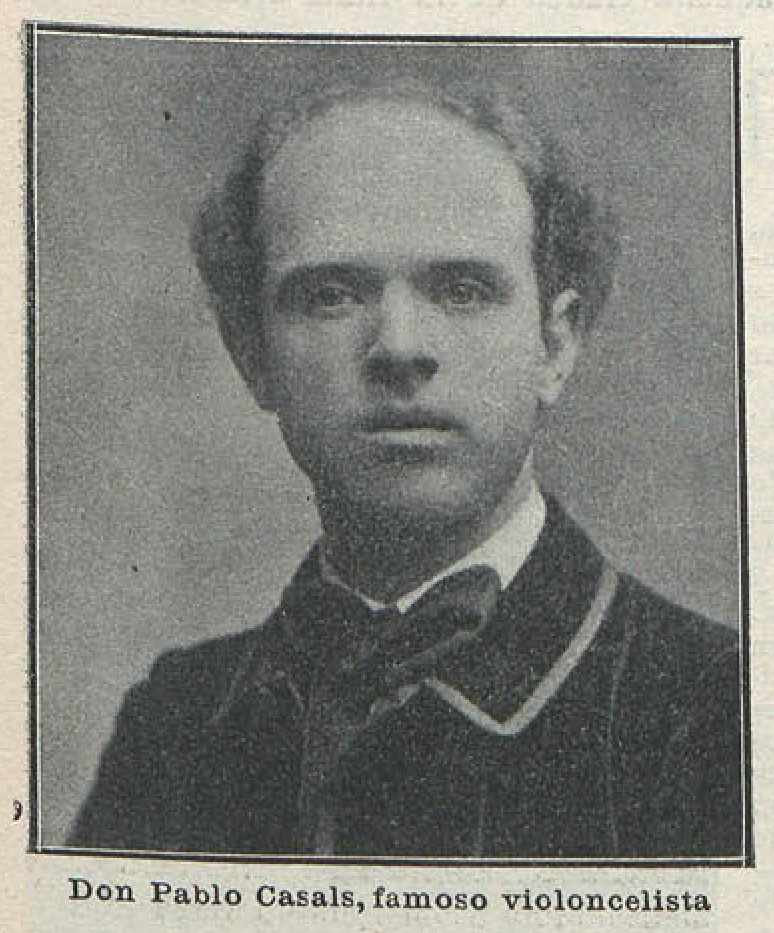
Casals hacia 1909

Entre las contribuciones más importantes de Pau Casals destaca haber cambiado la técnica de la interpretación de violonchelo, buscando movimientos más naturales alejados de la técnica rígida del siglo XIX y pegando el arco a las cuerdas siempre. Rescató del olvido las estupendas suites para violonchelo de Johann Sebastian Bach, son legendarias las grabaciones que de ellas hizo entre 1936 y 1939, aunque las grabó repetidamente.
Casals mostró ya desde su infancia una gran sensibilidad por la música. Su padre, Carles Casals i Ribes, también músico, le transmitió los primeros conocimientos musicales, que Pau Casals amplió con estudios en Barcelona y Madrid. En esta ciudad compartió estudios con el otro grande del violonchelo español del siglo XX, Juan Ruiz Casaux, siendo ambos discípulos del catedrático de la Escuela Nacional de Música, Víctor Mirecki, iniciador de la escuela violonchelística española moderna, y de Jesús de Monasterio en la cátedra de perfeccionamiento de música de cámara. Con tan solo veintitrés años, inició su trayectoria profesional y actuó como intérprete en los mejores auditorios del mundo. 
En calidad de intérprete, aportó cambios innovadores a la ejecución del violonchelo e introdujo nuevas posibilidades técnicas y expresivas. Como director, buscaba igualmente la profundidad expresiva, la esencia musical que sabía alcanzar con el violonchelo. Son especialmente conocidas las versiones que dirigió en el Festival de Malborough de los Conciertos de Brandeburgo de Johann Sebastian Bach, su músico predilecto, sinfonías de Wolfgang Amadeus Mozart, etc.
Pau Casals ejerció también como profesor en el Real Conservatorio de Madrid. Además de violonchelista, también desarrolló su carrera como compositor, dejando un legado de obras, entre las que se incluyen el oratorio El Pessebre, que presentó en diversos países. Popularizó la antigua canción catalana «El cant dels ocells» tocándola en la sede de la ONU; esta melodía ha acabado erigiéndose en un verdadero canto a la paz.

En 1973, muere en San Juan de Puerto Rico: el gobierno del país declara tres días de luto nacional, se reciben las condolencias de todos los jefes importantes de estado, los grandes músicos y el pueblo en general. En la Ciudad de México, desde el teatro principal, el Palacio de las Bellas Artes, se presenta el poema sinfónico El Pessebre con renombrados solistas, dos orquestas y coro, dirigidos por Enrique Gimeno que fue retransmitido por satélite internacionalmente.

### Composiciones de Pau Casals
- Misa de Gloria a cuatro voces y armonium (Barcelona, 1892)
- Minuetto para quinteto de cuerda (Barcelona,1892)
- A tu-des de Santes Creus. Queixa (Santes Creus, 1892) Canción. Texto de Joan Ramon.
- Concierto para violonchelo y piano (Barcelona, 1892)
- Cuarteto en mi menor (Barcelona, 1893)
- Romanza para canto y piano sobre una poesía de Heine (Madrid, 1893)
- Pastoral para violonchelo y piano (Madrid, 1893)
- Balada (Madrid, 1893)
- Romanza para canto y piano (Madrid, 1894)
- Cuatro romanzas sin palabras para piano (Madrid, 1894)
- Pequeña Mazurca de Salón (Madrid, 1895)
- Primer Preludio Orgánico para piano (Madrid, 1895)
- Segundo Preludio Orgánico para piano (París, 1895)
- En el mirall canviant de la mar blava (Canción catalana núm.1) (Sardañola del Vallés, 1895)
- A l'enterrament de un nin (Canción catalana núm.2) (Barcelona, 1895)
- Al despertar-se de matinada (Canción catalana núm.3) (Barcelona, 1896)
- Nigra Sum (para el monasterio de Montserrat)
- Cançó a la Verge (a la Mare de Déu de Montserrat)
- Oració a la Verge
- O Vos Omnes
- El Pesebre, oratorio con texto de Joan Alavedra. Acapulco, Guerrero, México. 1960

## Su compromiso político y social

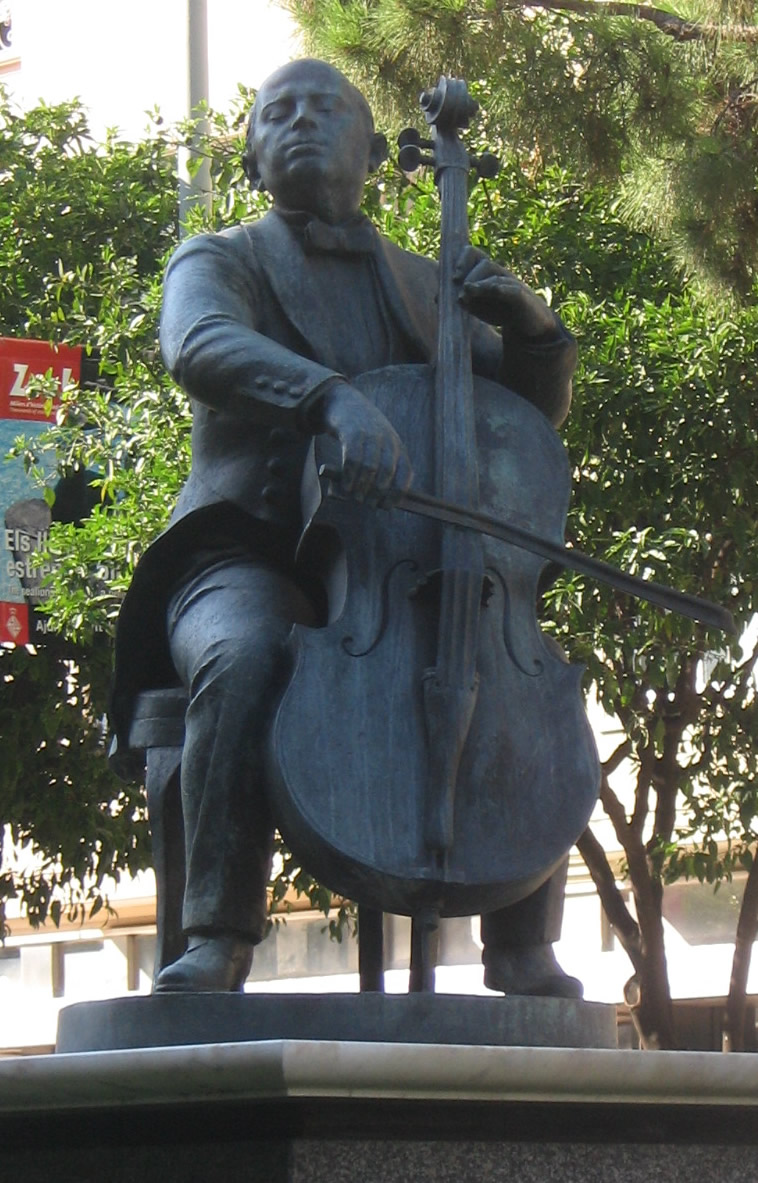
Monumento a Pau Casals en Barcelona

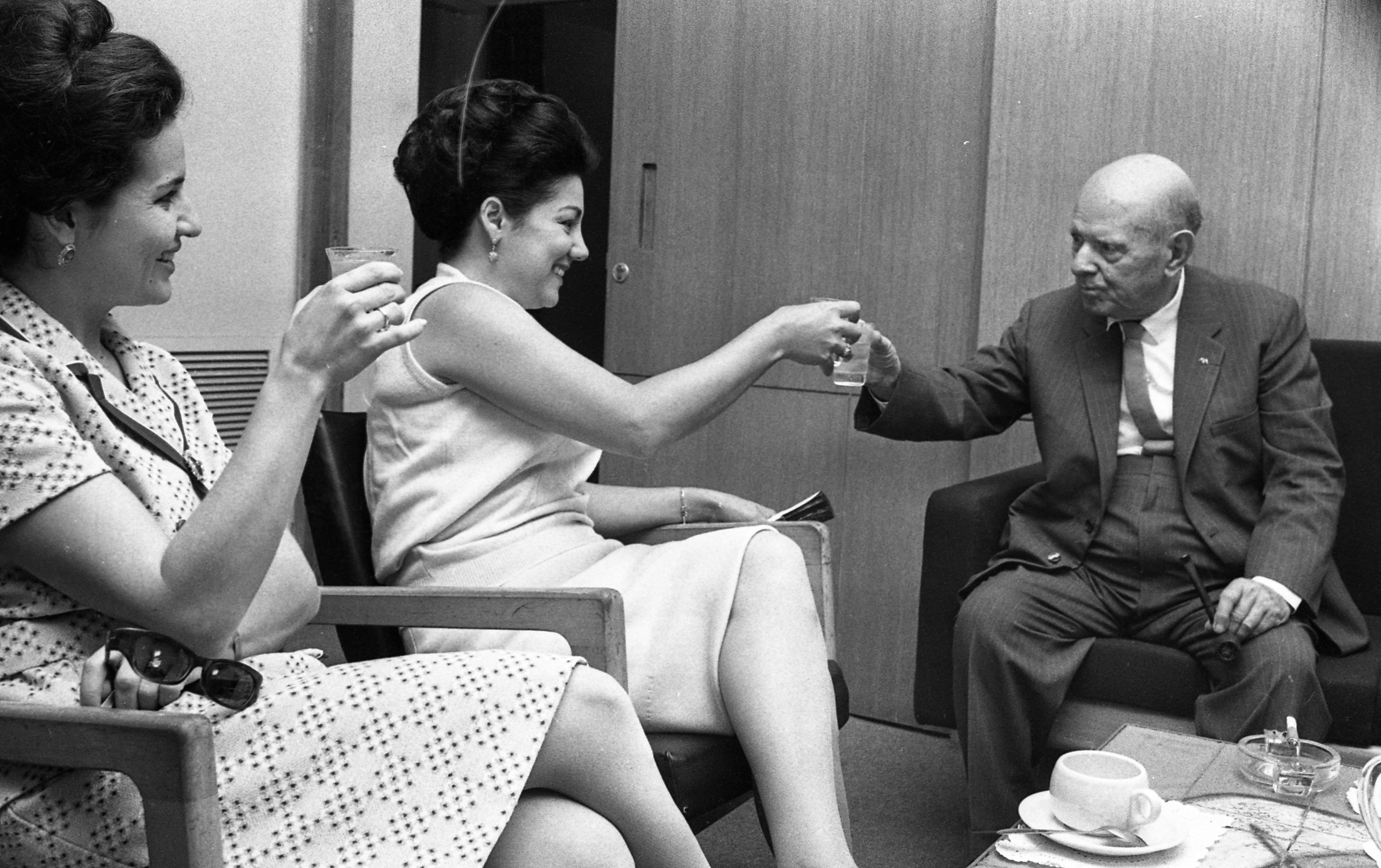
Casals durante una visita a Israel 1969

Junto a su carrera como músico, Pau Casals mantuvo siempre una incansable dedicación a la defensa de la paz, la democracia y la libertad, y a lo largo de su vida dejó constancia de su compromiso en favor de la clase trabajadora con orquestas que fundaba y patrocinaba para los obreros y labradores, así como haciendo aportaciones económicas para refugiados y exiliados. Además, en 1905 fundó en Barcelona el Comité Catalán contra la Guerra junto con el astrónomo José Comas y Solá y el geólogo Alberto Carsí.
Pese a que, durante los años del régimen franquista, en los estamentos oficiales y medios de comunicación españoles se le llamaba Pablo Casals, siempre reclamó que le llamasen Pau, no solo porque ese era su nombre en catalán, lengua que siempre defendió, sino también porque en catalán la palabra «pau» significa «paz».
En 1917 anunció su decisión de no volver a actuar en Rusia, tras los sucesos de la Revolución rusa y la implantación del sistema comunista. En los años posteriores extendería esa decisión a todos los países llamados comunistas donde no hubiese democracia.
En 1926 creó en Barcelona la Associació Obrera de Concerts (Asociación Obrera de Conciertos): una entidad independiente cuyo objetivo era permitir el acceso de la clase trabajadora a la enseñanza de la música y la audición de conciertos.
Conocido por sus ideales republicanos, en 1931 mostró públicamente su contento por la proclamación de la Segunda República en España, y fue invitado a participar en los actos conmemorativos del suceso. Participó en los actos dirigiendo a la Orquestra Pau Casals y el Orfeó Gracienc, que interpretaron la Novena Sinfonía de Beethoven en una actuación en el Palacio de Montjuïc de Barcelona. Ideológicamente se hizo republicano por el progresivo distanciamiento que sufrió con Alfonso XIII a partir de la Dictadura de Primo de Rivera y la supresión de la Mancomunidad. De hecho, tal como cuenta en el capítulo cuarto sus memorias, siempre expresó su gratitud a la reina María Cristina y llevó engarzado al arco de su violoncelo un anillo que ella le regaló.
En 1933 rechazó una invitación para actuar en Alemania a causa de la llegada al poder de Adolf Hitler, cuya doctrina detestaba. Manifestó su intención de no tocar en ese país hasta que no hubiese un cambio de régimen político pese a haber sido amenazado por los nazis con quemarle las manos.[cita requerida]
En 1936, con el estallido de la guerra civil española se declaró públicamente a favor de la República en la medida en que quería expresar su actitud antifascista. En 1937 fue nombrado miembro de la Junta de Relaciones Culturales de Cataluña, junto con el escritor Gabriel Alomar, el jurisconsulto Josep Xirau i Palau y el geólogo Alberto Carsí entre otros.
Con la consolidación de la dictadura decidió trasladarse a vivir a San Juan de Puerto Rico (su madre Pilar Defilló Amiguet había nacido en Puerto Rico, donde sus abuelos maternos, catalanes, habían ido a trabajar).
Entre 1946 y 1950 se dedicó a la composición, al estudio y la enseñanza, mientras seguía ayudando a los refugiados españoles en el extranjero.
En 1950 impulsó y presidió la celebración de los primeros Juegos Florales de la lengua catalana en el exilio, que tuvieron lugar en Perpiñán (Francia). Ese mismo año también impulsa, a instancias del exhorto del violinista Alexander Schneider, la creación del festival de música de Prades, que desde entonces se celebra cada año con el nombre de Festival Internacional de Música Pau Casals.
En 1950 volvió a actuar en público gracias también a la persuasión Alexander Schneider. Fue con motivo del primer Festival de Prades, organizado con motivo del bicentenario de la muerte de Bach, el compositor preferido de Casals.
El 13 de julio de 1954 el Parlamento de Cataluña en el exilio, reunido en la embajada de la República Española en México, lo propuso como Presidente de la Generalidad de Cataluña. El violonchelista rechazó el cargo, convencido de que «sirvo mejor a Cataluña en las circunstancias actuales como la sirvo» y porque decía no estar a la altura de tal dignidad.
En 1956, Puerto Rico, Cuba y México se unen para rendir tributo al artista y humanista en un sensible homenaje con la participación de grandísimos músicos, estadistas, personajes de las artes, la cultura, masas corales y asociaciones. Este hecho está registrado en el libro Pau Casals, peregrino en América de Josep García Borrás y en ese año, se crea el Festival Casals de Puerto Rico y un disco «Long play».
En 1958, Casals visita México para el Concurso mundial de violonchelo donde, en compañía de chelistas como Mstislav Rostropovich, Rubén Montiel y otros, califica el desempeño de instrumentistas de primer nivel.
El 24 de octubre de 1958 fue invitado a participar en la Asamblea General de las Naciones Unidas, para conmemorar el Día de las Naciones Unidas. El concierto y el mensaje de paz de Casals fue retransmitido por radio a más de 40 países. Aquella intervención le convirtió en uno de los símbolos mundiales de la lucha por la paz y la libertad en el mundo, y le valió la nominación al Premio Nobel de la Paz de ese mismo año.
El 17 de diciembre de 1960, estrena en el fuerte de San Diego en Acapulco (Guerrero, México), como agradecimiento al país que había recibido a los españoles exiliados,  el oratorio que había compuesto con ideales pacifistas desde los años cuarenta del poema premiado de Joan Alavedra, El Pesebre en catalán.

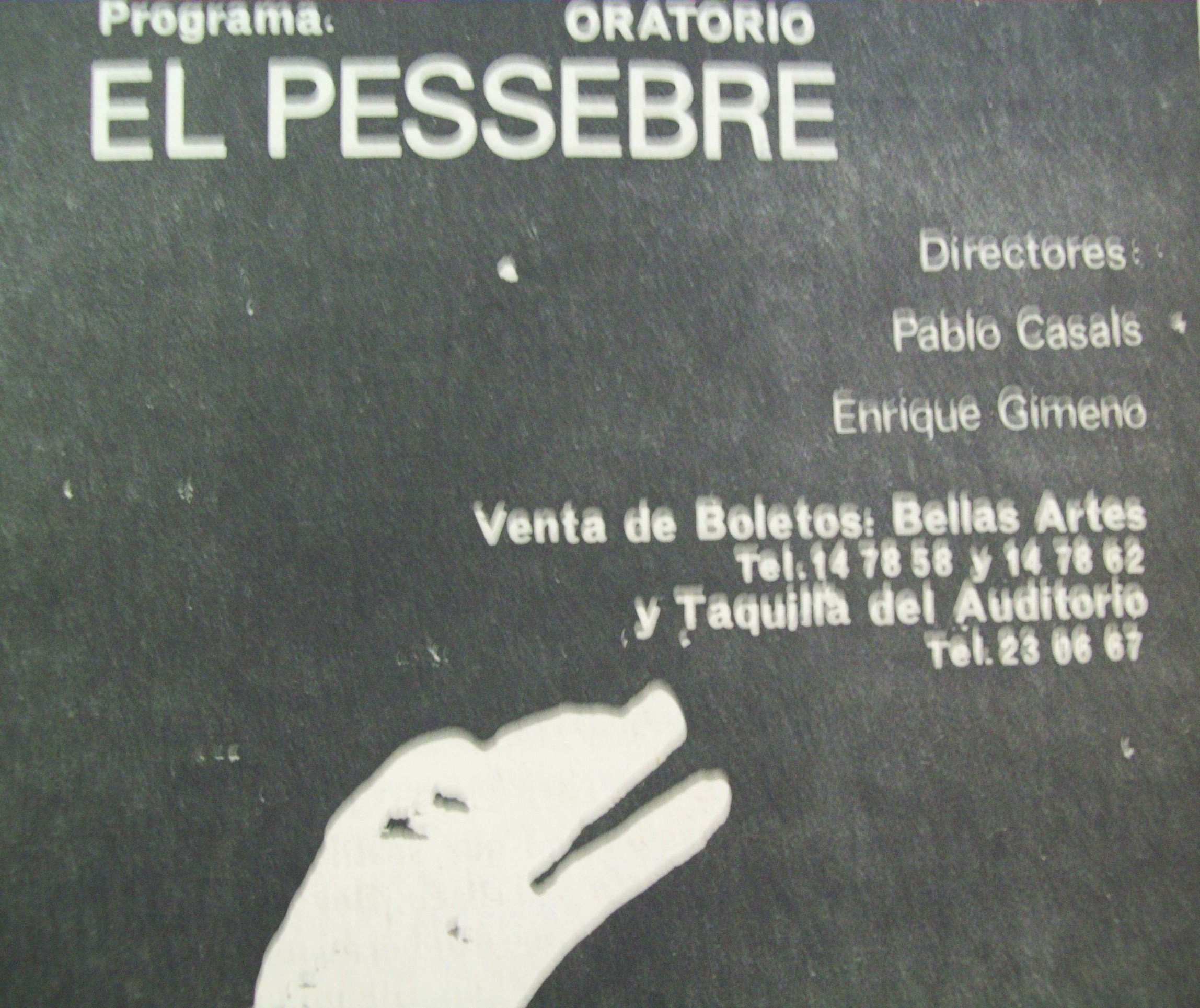
Detalles de publicidad para El Pesebre, oratorio de Pau Casals.

El 13 de noviembre de 1961 realiza un concierto en la Casa Blanca junto al Gobernador de Puerto Rico, Luis Muñoz Marín, invitado por el presidente de Estados Unidos John Fitzgerald Kennedy. Previamente, Casals había apoyado públicamente la política demócrata del presidente Kennedy.
El 19 de abril de 1962 actúa en el War Memorial Opera House de San Francisco donde presenta El Pesebre. Con motivo de ese concierto, Pau Casals anuncia que dedicará el resto de su vida a una cruzada personal por la dignidad humana, la fraternidad y la paz.  
El 24 de octubre de 1963 vuelva a la sede de las Naciones Unidas en Nueva York para interpretar El Pessebre, con la Orquesta del Festival Casals y el Coro de la Orquesta de Cleveland. El presidente de Estados Unidos, John Fitzgerald Kennedy, le concede la Medalla de la Libertad de Estados Unidos.
A principios de 1970, el periodista Jacobo Zabludovsky es llevado por el músico Enrique Gimeno a casa de Casals, en Puerto Rico, donde se le realiza la única entrevista que el chelista concediera en esas condiciones, televisada y de larga duración.

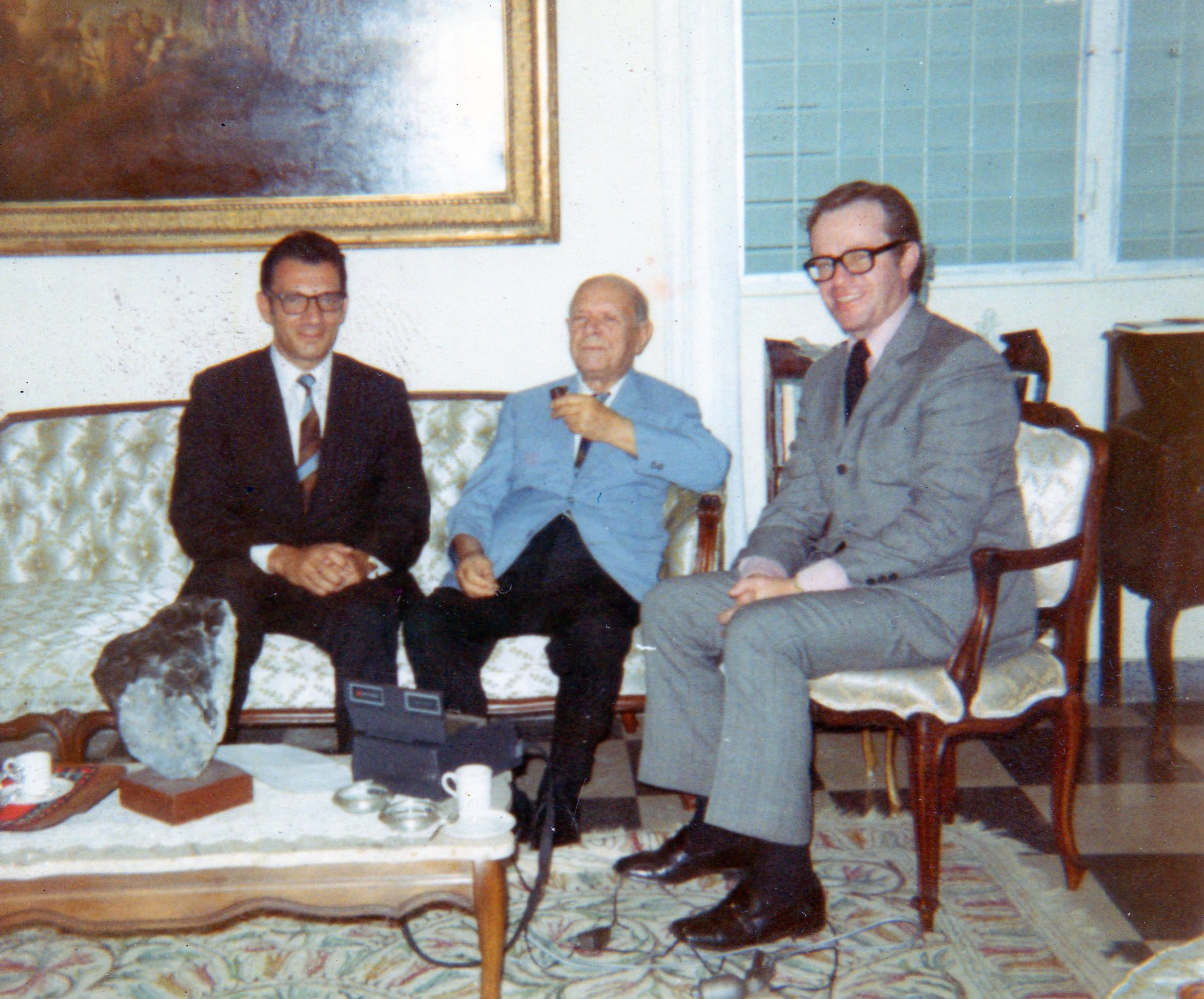
Entrevista a Pau Casals en su hogar por Jacobo Zabludovsky y Enrique Gimeno, 1970

En marzo de 1970 fue invitado por su amigo, el director orquestal catalán, Enrique Gimeno a Guadalajara, Jalisco, México a interpretar al chelo inaugurando los Festivales Casals de México y dirige junto con el propio Gimeno, su oratorio El Pessebre. Regresaría a México para otras audiciones de su Pesebre en el 71 donde el Gobierno del estado de Jalisco, lo obsequia con una residencia. 
El 24 de octubre de 1971 recibe la Medalla de la Paz en un homenaje en la sede de la Asamblea General de las Naciones Unidas en Nueva York. En el acto se interpretó, bajo su dirección, el Himno de las Naciones Unidas compuesto por Casals con letra del poeta W. H. Auden por encargo de U Thant, secretario general de la organización. 
La pieza se convierte en el Himno a la paz, como también es conocida. Tras la interpretación del himno de la ONU, Casals pronunció un discurso en inglés y catalán, convirtiéndose en la primera persona que utilizaba la lengua catalana en la Asamblea General de las Naciones Unidas. 

Dejadme que os diga una cosa ... Yo soy catalán. Cataluña es hoy una región de España, pero ¿qué fue Cataluña? Cataluña ha sido la nación más grande del mundo. Yo os contaré el porqué. Cataluña tuvo el primer Parlamento, mucho antes que Inglaterra. Cataluña tuvo las primeras Naciones Unidas: en el siglo XI todas las autoridades de Cataluña se reunieron en una ciudad de Francia -entonces Cataluña- para hablar de paz, en el siglo XI ... Paz en el mundo y contra, contra, contra las guerras, la inhumanidad de las guerras.
Pau Casals i Defilló, discurso en la sede de las Naciones Unidas en 1971

Tras el discurso, interpretó el Cant dels ocells (en castellano, «El canto de los pájaros»), una composición tradicional catalana que, desde entonces, se convirtió en un nuevo himno a la libertad.
No obstante, Casals siempre afirmó su españolidad, que compatibilizó con un catalanismo militante, y mantuvo una intensa y extensa relación afectiva con la monarquía, actitudes ambas que se resumen en la siguiente entrevista concedida al diario  ABC en los últimos años de su vida:

«Soy catalanista pero jamás he sido separatista». «La reina María Cristina fue para mi como una segunda madre. Tocaba el piano con ella y jugaba con Alfonso XIII». «Una gran mujer Isabel de Bélgica. 50 años fuimos amigos. Mi mujer y yo pasábamos temporadas con ella». «En plena República, cuando me hicieron hijo adoptivo de Madrid, elogié a la reina y me ovacionó todo el mundo».

Pau Casals estuvo afiliado a la Liga Regionalista catalana.
Tras la muerte de Casals, se realizó como homenaje póstumo el día de Navidad de 1973, en el palacio de las Bellas Artes, en la capital mexicana, la presentación del oratorio «El Pessebre», dirigido por Enrique Gimeno, con varios coros y orquestas, la presencia de solistas de primer orden, como el barítono puertorriqueño Pablo Elvira, el chelista argentino Adolfo Odnopossoff, transmitido a todo el mundo en vivo, ante las autoridades culturales y civiles (entre ellas, el representando del presidente de la República) y un nutrido público.

Imágenes del concierto Oratorio El Pesebre en el teatro Colón de Buenos Aires, abril de 1964
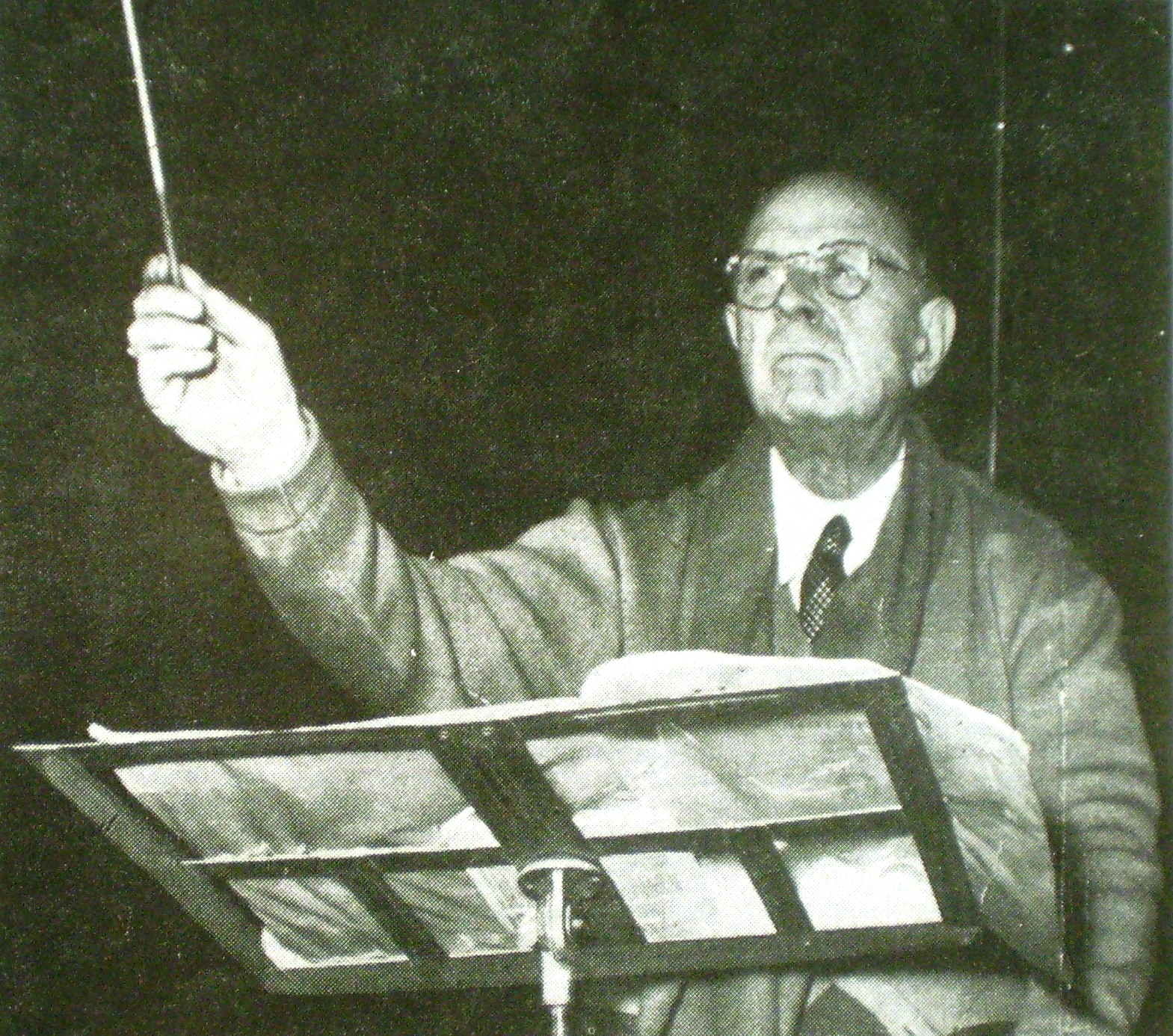
P. Casals dirigiendo «El Pesebre»
Solistas masculinos con Casals interpretando el oratorio El PesebreSolistas masculinos con Casals interpretando el oratorio El Pesebre
Junto a su joven esposa Marta Casals Istomin, dirigiendo el ensayo de El Pesebre con el Coro Estable de RosarioJunto a su joven esposa Marta Casals Istomin, dirigiendo el ensayo de El Pesebre con el Coro Estable de Rosario

## Cronología

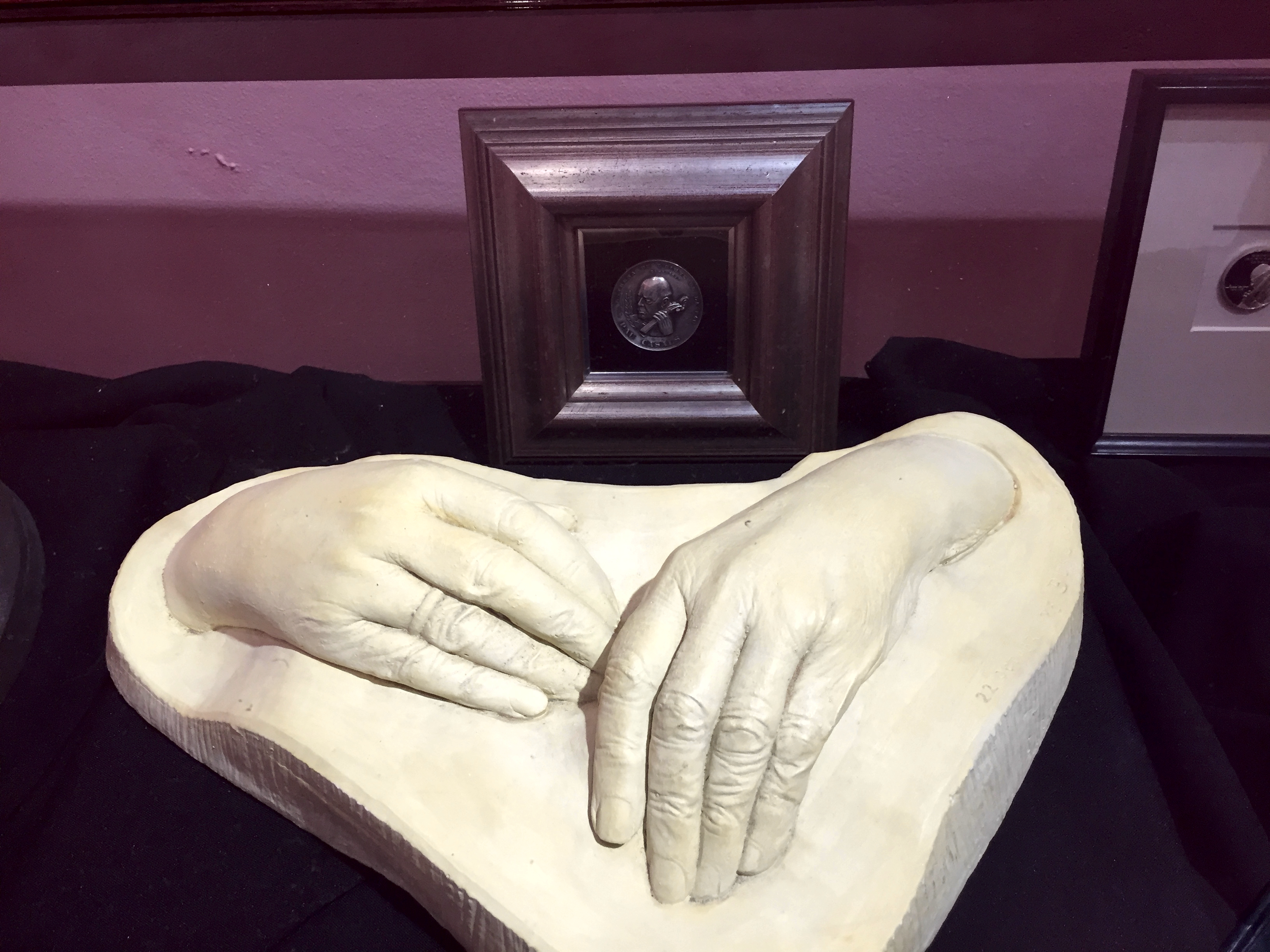
Molde en yeso, manos de Pablo Casals, Museo Casa Pilar Defilló.

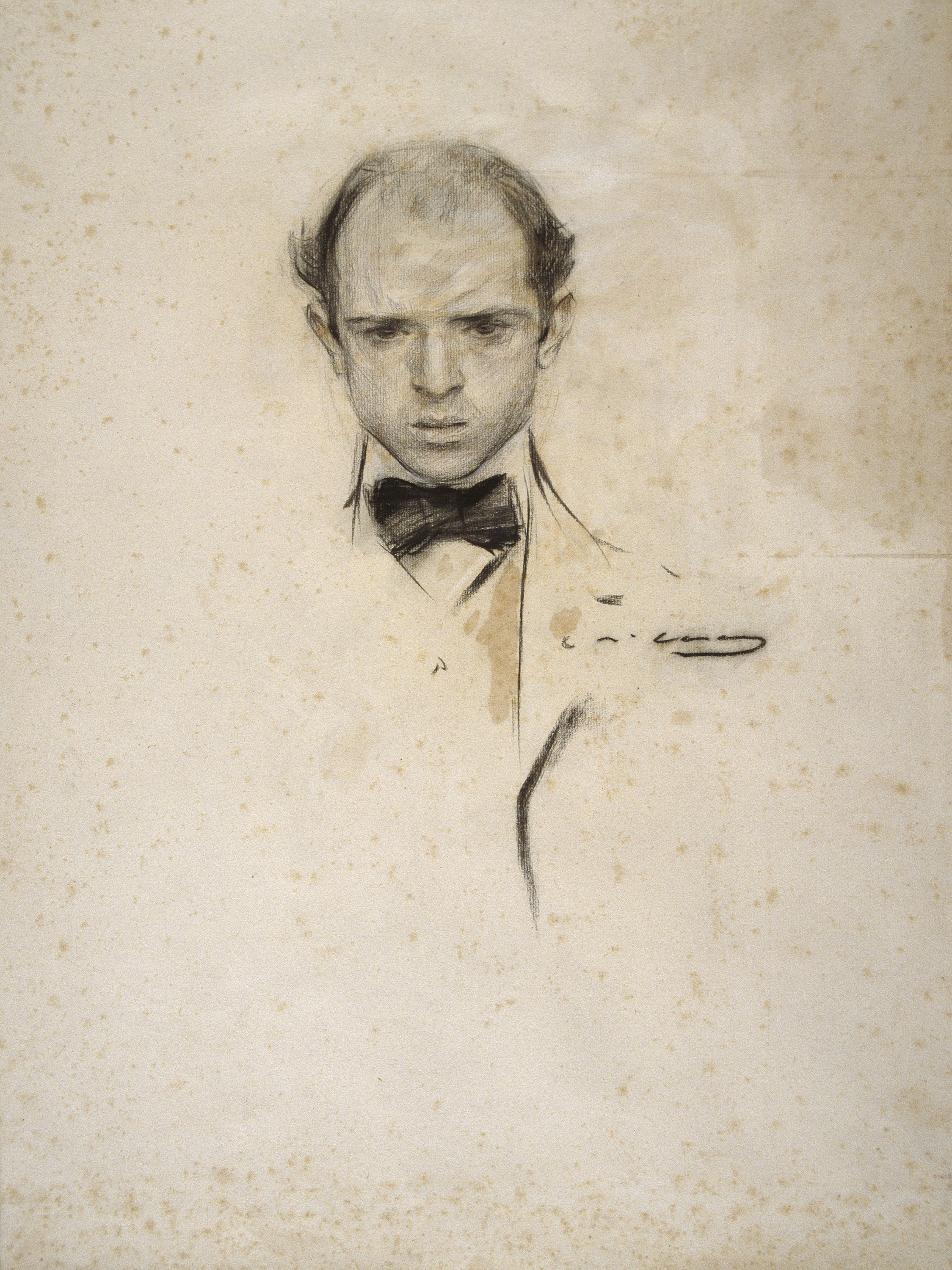
Un joven Pau Casals visto por Ramon Casas (MNAC)

- 1876: Nace el 29 de diciembre en la calle Santa Ana, número 2, de Vendrell, en Cataluña.
- 1889: Se muda a Barcelona, y es contratado para actuar en el Cafè Tost tres horas cada noche, los siete días de la semana, por 4 pesetas al mes.
- 1893: Se gradúa con honores en la escuela municipal de música de Barcelona.
- 1893: Se traslada con su madre y sus hermanos a vivir a Madrid, donde inicia su segunda etapa de formación en el Conservatorio de Música y Declamación, con Jesús de Monasterio como profesor de música de cámara. Obtiene una beca de 250 pesetas de la reina María Cristina.
- 1895: Viaja a Bruselas para estudiar en el Conservatorio de Música. Tras un incidente con un profesor, Casals decide irse a París. La reina María Cristina le retira la pensión. Tras días difíciles en París, decide regresar a Barcelona.
- 1896: En mayo entra como profesor en la escuela municipal de música de Barcelona, y en noviembre entra como profesor de violonchelo en el Conservatorio del Liceo. Entra a formar parte de la Gran Orquesta del Gran Teatro del Liceo como violonchelista.
- 1897: Forma el «Cuarteto Crickboom» con los violinistas Mathieu Crickboom y Josep Rocabruna, y el viola Rafael Gálvez. Hace una gira por España con Enrique Granados y Mathieu Crickboom.
- 1899: Se traslada a París, instalándose en casa de la cantante estadounidense Emma Nevada. En la Isla de Wight da un concierto privado para la reina Victoria del Reino Unido.[6]
- 1900: Se instala en París e inicia su carrera como solista.
- 1901: Primera gira por Estados Unidos.
- 1903: Primera gira por Sudamérica.
- 1904: Viaja de nuevo a Estados Unidos, esta vez para actuar como solista. El 15 de enero actúa por primera vez en la Casa Blanca, invitado por el presidente de Estados Unidos, Theodore Roosevelt.
- 1905: Inicia una relación sentimental con Guilhermina Suggia, violonchelista portuguesa.
- 1905: Funda el Trío Cortot-Thibaud-Casals, junto al violinista Jacques Thibaud y el pianista Alfred Cortot. El trío llegará a ser uno de los más prestigiosos del mundo.
- 1905: Primer viaje a Rusia. Actúa en el Salón de la Nobleza de San Petersburgo.
- 1908: Fallece su padre, Carles Casals Riba.
- 1912: Se rompe la relación sentimental con Guilhermina Suggia.
- 1914: Se casa con la soprano estadounidense Susan Metcalfe, el 4 de abril en New Rochelle (Nueva York). Inician juntos una gira por Estados Unidos.
- 1914: Primer concierto en el Metropolitan Opera House de Nueva York, el 13 de diciembre.
- 1915:  Primeras grabaciones para la Columbia Graphophone Company.
- 1919: Regresa a Barcelona. Se instala en el número 440 de la avenida Diagonal, junto al paseo de Gracia.
- 1920: Funda la Orquesta Pau Casals, junto a su hermano Enric Casals como primer violín, Enric Ainaud como primer violín adjunto y Bonaventura Dini como primer violonchelo. 1 de noviembre: Concierto inaugural.
- 1927: Vendrell coloca una lápida conmemorativa en su casa natal. Participa en la conmemoración del centenario de la muerte de Beethoven en Viena como solista y director de orquesta.[6]
- 1928: Creación de la Associació Obrera de Concerts de Barcelona.[6]
- 1929: Durante una estadía en Milán tiene como alumno a Antonio Janigro.
- 1932: Nombrado presidente de la Junta de Música de Cataluña.[6]
- 1933: Suspende actividades artísticas en Alemania, como protesta a las persecuciones nazis.[6]
- 1934: Barcelona inaugura la avenida Pau Casals. Es nombrado doctor honoris causa por la Universidad de Edimburgo, al mismo tiempo que a Albert Schweitzer.[6]
- 1935: Nombrado «Hijo adoptivo» de la ciudad por el Ayuntamiento de Madrid.[6]
- 1936: Se entera de la sublevación militar del 18 de julio, mientras dirigía en Barcelona la Sinfonía Coral de Beethoven.[6]
- 1939: Durante una enfermedad en París se entera del desenlace de la Guerra civil.  Se traslada a Prades y se dedica a prestar ayuda a los refugiados españoles en los campos de concentración.[6]
- 1940: Trata en Burdeos, sin conseguirlo, de embarcarse para viajar a Inglaterra. Regresa a Prades a Villa Colette.
- 1941: Conciertos de beneficencia en Francia.[6]
- 1942: Reclusión voluntaria en Prades, después de que en noviembre se ocupara la «zona libre» de Francia.[6]
- 1944: Tropas alemanas evacuan Prades en la segunda quincena de agosto.[6]
- 1945: Termina la guerra de Europa en junio.  Éxito apoteósico en el Albert Hall de Londres y en otras ciudades inglesas. El gobierno provisional de la República Francesa le nombra Grand Officier de la Legión de Honor.[6]
- 1946: Declara públicamente que no aceptará contratos o invitaciones a Inglaterra hasta que no cambie la política del gobierno.[6]
- 1950: Primer Festival de Prades, conmemorando el bicentenario de la muerte de Bach.[6]
- 1952: Celebración en la Abadía de San Miguel de Cuixá del Festival de Prades. En la misma graba, con la colaboración del pianista Rudolf Serkin, las cinco sonatas para chelo y piano de Beethoven.[6]
- 1955: Primera visita a Puerto Rico, donde el gobernador Luis Muñoz Marín y la Asamblea Legislativa le tributan máximos honores. Viaja a Alemania (primer viaje desde 1933) y ofrece un concierto privado en la Beethovenhaus de Bonn.[6]
- 1956: En celebración de su ochenta cumpleaños, se ofrece en octubre un concierto por la Orquesta Lamoureux y más de cien cellistas en el Paraninfo de La Sorbona.[6]
- 1957: Primer Festival Casals de Puerto Rico en abril. Durante los ensayos con la orquesta sufre una crisis cardíaca.[6]
- 1958: Reanudación de los Festivales de Puerto Rico y Prades.  En octubre alocución en favor de la paz y concierto en la Sala de la Asamblea de las Naciones Unidas.[6]
- 1960: Estreno el 24 de diciembre de su oratorio El pessebre en Acapulco (México), dirigido por él mismo.  Principa «la peregrinación por la paz».[6]
- 1961: David Ben Gurion le otorga el título de Ciudadano honorario de Israel.  El príncipe heredero de Japón le obsequia en el Palacio Imperial.  El 13 de noviembre, invitado por el presidente John F. Kennedy, ofrece un concierto en la Casa Blanca.[6]
- 1962: Presenta en Nueva York el oratorio El Pessebre en el Carnegie Hall. Kennedy instiuye la Medal of Freedom y la concede a algunas personalidades norteamericanas y a dos extranjeros a Casals y a Jean Monnet.[6]
- 1963: Con motivo del XV Aniversario de la Declaración Universal de los Derechos Humanos, dirige El pessebre en las Naciones Unidas el 24 de octubre.[6]
- 1964: Presidente del Jurado de los «CVI Juegos Florales de la Lengua Catalana», celebrados en Perpiñán, en el Palacio de los Reyes de Mallorca.[6] Dirige en Buenos Aires (Argentina) la primera versión mundial del oratorio El Pesebre en su idioma original (catalán), en el teatro Colón; intérpretes: Orquesta Sinfónica Nacional, solistas y Coros de Rosario y Córdoba.
- 1966: Los festivales de San Juan y Prades celebran el noventa cumpleaños de su fundador.[6]
- 1972: Constitución de la Fundació Pau Casals de Cataluña, en San Juan, Puerto Rico.[6]
- 1973: El 22 de octubre fallece en San Juan, Puerto Rico.[6]
- 1974: Se inaugura la primera etapa del Museu Pau Casals en la que fuera su casa en San Salvador.[6]
- 1976: Inauguración de la segunda etapa del museo.[6]
- 1979: Repatriación de sus restos mortales el 26 de octubre.[6]
- 1981: Inauguración en San Salvador (Vendrell), del Auditori Pau Casals, 6 de junio.[6]
- 1983: En Barcelona, se devela un monumento al Maestro en la rebautizada Avenida Pau Casals.[6]

## Festivales de música en homenaje a Pau Casals

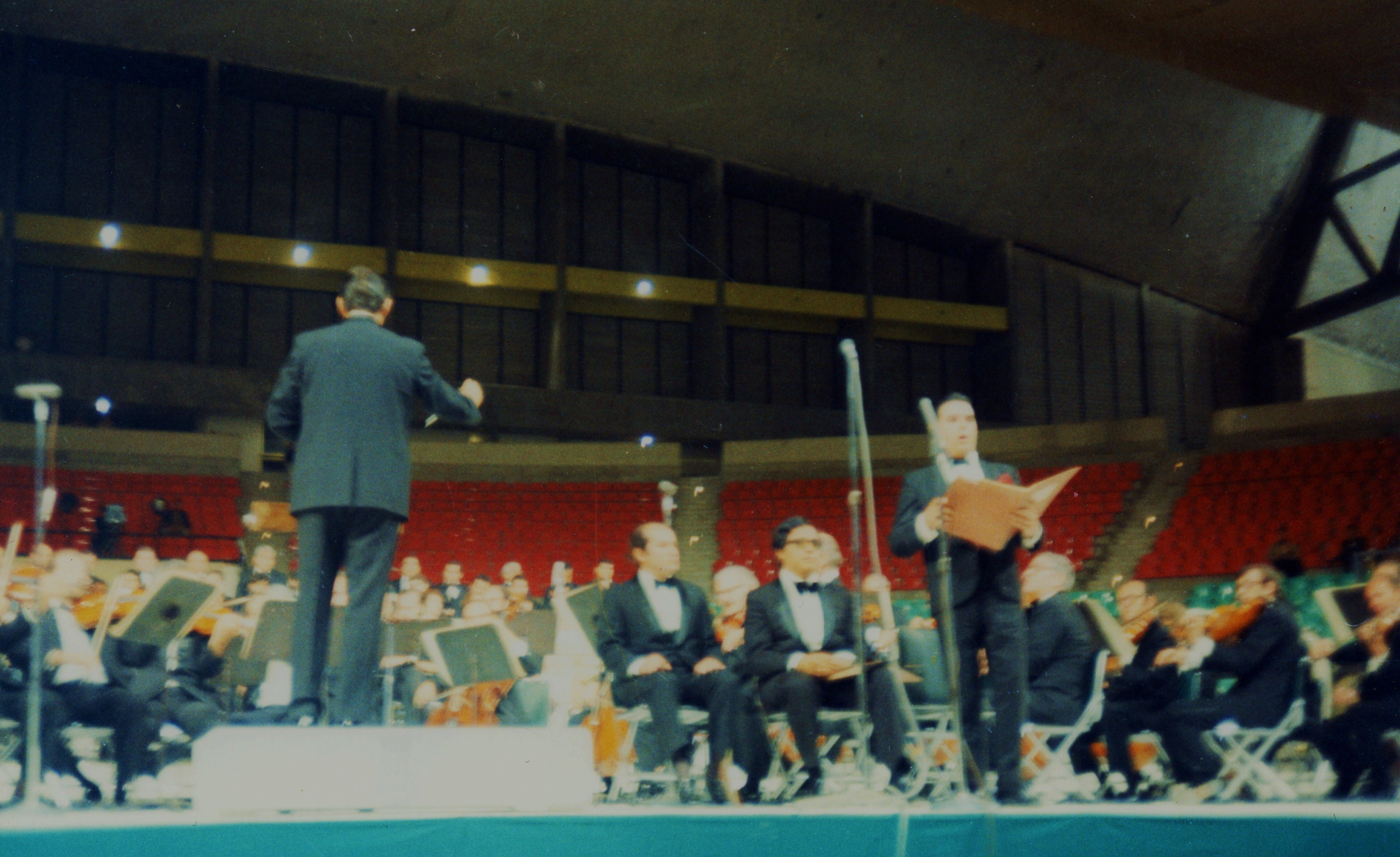
La presentación del oratorio El Pesebre de Pau Casals, dirigido por Enrique Gimeno, cantan Pablo Elvira, Paulino Saharrea, Gdl. Jal. México.

Actualmente, se celebran tres festivales internacionales de música que llevan el nombre de Pau Casals. Los festivales se celebran en tres de las localidades más importantes en la vida de Casals: Vendrell, donde nació, creció y descansan sus restos; Prades (Francia), donde vivió exiliado tras el triunfo franquista en la guerra civil española; y San Juan de Puerto Rico, donde fijó su residencia en 1942 hasta fallecer en 1973. 
Los festivales son:
- Festival Pau Casals de Prades, se celebra desde 1950.
- Festival Casals de Puerto Rico, se celebra desde 1956.
- Festival Internacional de Música Pau Casals de Vendrell, se celebra desde 1980.

Existieron también:
- Festival Casals de México. Realizados entre 1970 y 1973 en diversos sitios de México.
- Jornadas Casals. Llevados a cabo en el año 1974 en la Ciudad de México.

## Distinciones personales

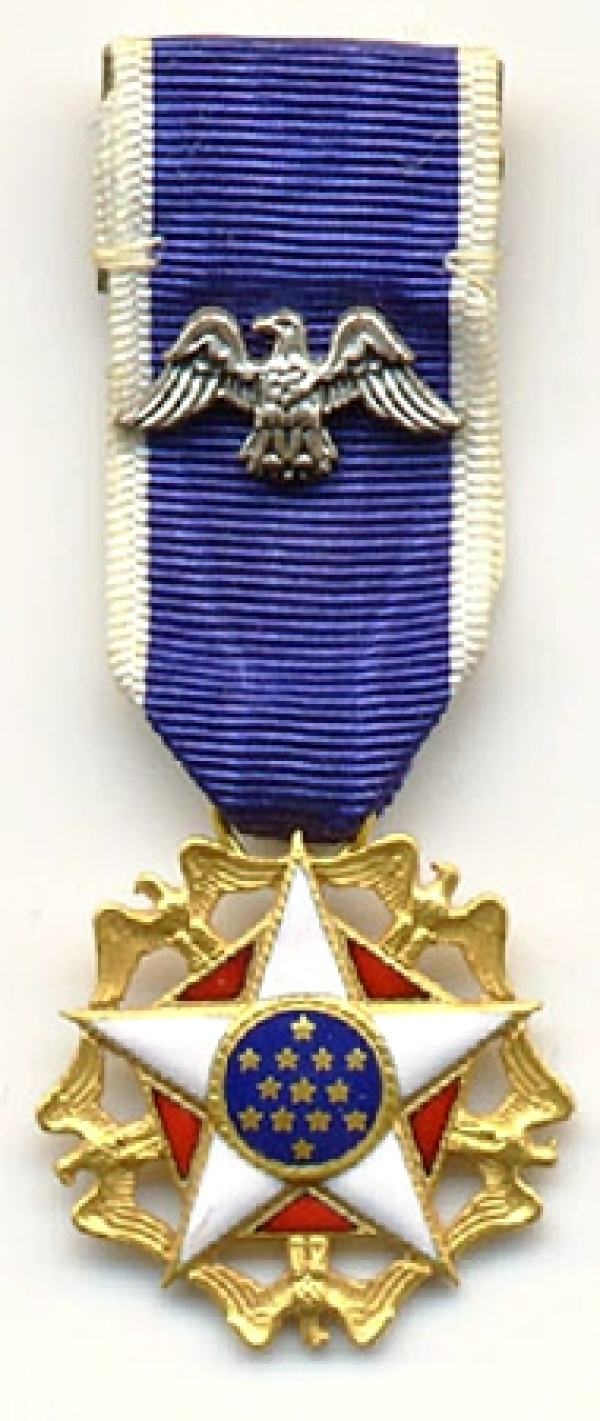
Medalla de la Libertad de los Estados Unidos

- 1895: El 14 de febrero recibe la distinción de Caballero de la Real Orden de Isabel la Católica.
- 1927: Nombrado «hijo predilecto» de Vendrell, su ciudad natal.
- 1934: Nombrado «Doctor Honoris Causa» por la Universidad de Edimburgo.
- 1934: La ciudad de Barcelona le nombra hijo adoptivo y le entrega de la «Medalla de la Ciudad».
- 1939: Nombrado «Doctor Honoris Causa» por la Universidad de Barcelona.
- 1945: Nombrado «Doctor Honoris Causa» por las universidades de Oxford y Cambridge. Casals rechaza la distinción en protesta por la inacción del gobierno británico ante la dictadura de Franco en España.
- 1945: Nombrado «Ciudadano de Honor» de Perpiñán.
- 1946: El 7 de noviembre es nombrado Gran Oficial de la Legión de Honor Francesa.
- 1956: Reconocimiento como Socio de Honor del Ateneo Español de México.
- 1958: Pau Casals es nominado para el Premio Nobel de la Paz.
- 1963: Medalla de la Libertad, concedida por el presidente de los Estados Unidos John Fitzgerald Kennedy, el 24 de octubre de 1963, 28 días antes del asesinato de JFK.
- 1970: Durante los Festivales Casals de Guadalajara (Jalisco, México), el gobierno estatal lo condecora con la medalla al mérito.
- 1971: Nominación de la calle Pablo Casals en Guadalajara, (México).
- 1971: Gran Cruz de la Orden del Mérito Nacional de Francia.

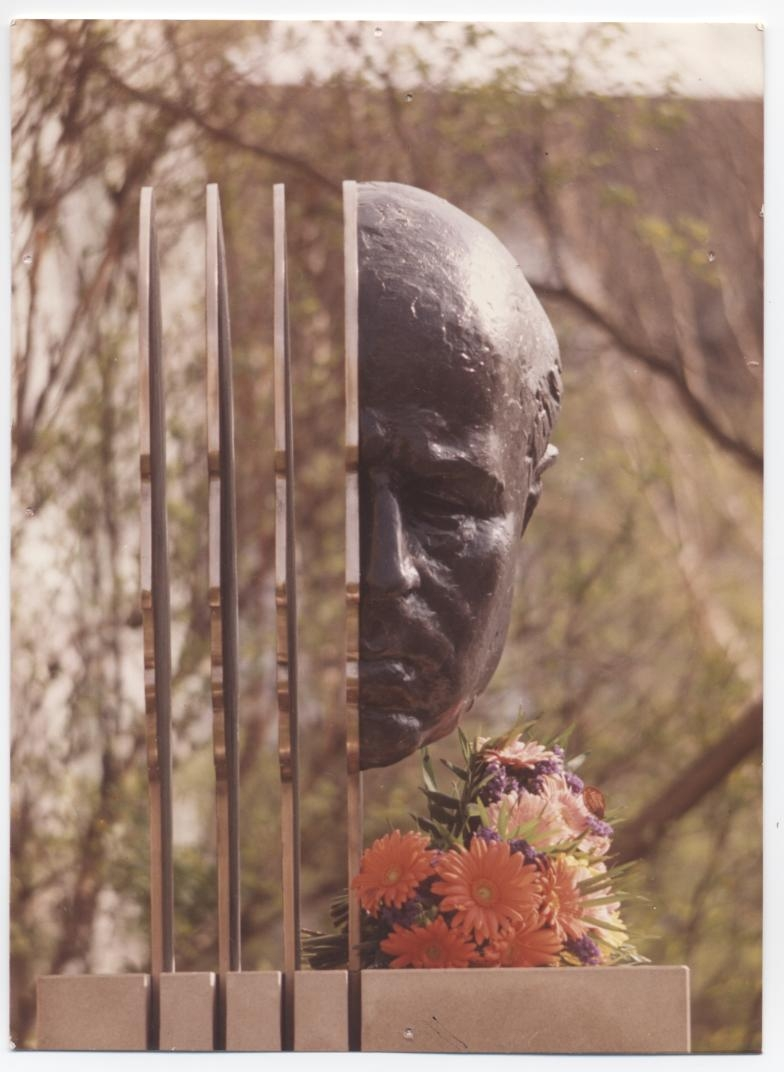
Monumento de Pau Casals en Wolfenbüttel

- 1971: Medalla de la Paz de las Naciones Unidas, entregada por el secretario general de la Monumento de Pau Casals en WolfenbüttelONU, U Thant, en la sesión del 24 de octubre de 1971.
- 1974: Imposición del nombre «Pau Casals» a la Escuela Secundaria diurna n.º 125 en Ciudad de México, México, a instancias de Enrique Gimeno.
- 1979: Medalla de Oro de la Generalidad de Cataluña.

## Monumento
El 5 de mayo de 1985, Día de Europa, año declarado por la UNESCO «Año de la música», se erigió un monumento del maestro en la ciudad alemana de Wolfenbüttel. El autor y donante principal fue el artista de Alcoy-Alicante Antoni Miró.
Otro monumento dedicado A Pau Casals se encuentra en la avenida que lleva el nombre del músico en Barcelona, con una estatua del músico realizada por Josep Viladomat y una estela alegórica de Apel·les Fenosa.
En El Vendrell, su ciudad natal, hay una fuente decorada con una estatua suya en la plaza Nueva (Plaça Nova), a escasos metros del museo de la Casa Natal de Pau Casals.

## Artículos de prensa
- «La jeune fille et le rossignol», Historia, n°739 - juillet 2008.
- «Un écrivain fasciné par Pablo Casals», Le Violoncelle Archivado el 30 de junio de 2015 en Wayback Machine., n°32 - septembre 2009, pp. 16-19.
- «La musique à l'heure de l'occupation: l'engagement politique de Pablo Casals», Le Violoncelle Archivado el 30 de junio de 2015 en Wayback Machine., n°44 - septembre 2012, p18-19.
- «Lutherie. De la courge au Goffriller: Les violoncelles de Pablo Casal», Le Violoncelle Archivado el 30 de junio de 2015 en Wayback Machine., n°45 - décembre 2012, pp. 24-25.
- «Une biographie de Pablo Casals»,  Le Violoncelle Archivado el 30 de junio de 2015 en Wayback Machine., n°48 - septembre 2013, pp. 14-16.
- «Biographie: Pablo Casals, l'indomptable», L'Accent Catalan, n°80 - enero-febrero de 2014, p33.
- «Casals vivant», Classica, n°159 - febrero de 2014, p. 132.
- «Passion Casals», Diapasón, n°623 - avril 2014.